# Singaravelou
Pour l'historien, voir Pierre Singaravélou.
Singaravelou, né le 23 mars 1945 à Pondichéry, est un géographe français.

## Biographie
Singaravelou, qui est un des rares Français à n'avoir pas de prénom, est le père de l'historien Pierre Singaravélou.
Il est aussi le père de l'anthropologue Laure Singaravélou-Manicom, sa fille aînée. 

### Formation
Il est agrégé (1969), docteur (1974) et docteur d'État en géographie (1979).

### Carrière
Il fait ses débuts au lycée Henri-IV de Bergerac (1969-1970). Passé comme directeur d'études à l'École normale de Pointe-à-Pitre, il est chargé de cours (1970-1972), puis maître-assistant (1975-1981) au centre universitaire des Antilles. Devenu professeur à l'université des Antilles en 1981, il revient à l'université Bordeaux-III de 1983 à 2004, où il enseigne la géographie humaine et régionale des pays tropicaux.
Il préside l'université Bordeaux-III de 2004 à 2009.
Il a été vice-président du conseil d'administration de l'Agence universitaire de la francophonie.
Il est membre correspondant honoraire de l'Académie royale des sciences d'outre-mer, Classe des sciences humaines. Il est aussi gouverneur du Rotary Club de Bordeaux-Sud.

## Décorations
- Chevalier de la Légion d'honneur (2011)[9]
- Commandeur de l'ordre des Palmes académiques

## Ouvrages
- Les Indiens de la Guadeloupe, Bordeaux, Deniaud, 1975.

Thèse de troisième cycle en géographie soutenue à l'université Bordeaux III en 1974.
- Quelques aspects de la criminalité dans les populations indiennes de la Caraïbe au 19e siècle, Pointe-à-Pitre, Centre d'études et de recherches criminologiques, 1976.
- De l'Orénoque à l'Amazone : études guyanaises, avec Jean-Pierre Chardon et Michel Petit, Talence, Centre d'études de géographie tropicale, 1978.
- Les Indiens de la Caraïbe (dir. Guy Lasserre), Bordeaux, 3 volumes, 1979.

Thèse de doctorat d'État soutenue à l'université Bordeaux III en 1979.
- Les Indiens de la Caraïbe, Paris, L'Harmattan :

1. Conditions économiques, mœurs et coutumes jusqu'aux années 1980, 1987.
2. Croissance démographique et intégration économique des Indiens depuis 1945, 1988.
3. Tradition et modernité, contribution à la géographie de l'adaptation socio-culturelle, 1988.

- La Deuxième République malgache, Talence : CEGET ; Aix-en-Provence, Presses universitaires d'Aix-Marseille, 1989.
- Pauvreté et développement dans les pays tropicaux : hommage à Guy Lasserre (dir.), [Talence] : Centre d'études de géographie tropicale, CNRS : CRET [Centre de recherche sur les espaces tropicaux], Institut de géographie, Université de Bordeaux III, 1989.
- Ethnogéographies, avec Paul Claval (dir.), Paris, l'Harmattan, coll. « Géographie et cultures », 1995.
- Atlas de Maurice (dir.), Talence, Université Michel de Montaigne-Bordeaux 3, 1997.
- Pratiques de gestion de l'environnement dans les pays tropicaux (dir.), Talence, Marillier, 1997.

Actes des Ve Journées de géographie tropicale organisées par le Comité national de géographie, Commission Espaces tropicaux et leur développement, Talence, 6-8 septembre 1995.
- Laïcité : enjeux et pratiques (dir.), Pessac, Re.Val.Ed. ; [Talence, Presses universitaires de Bordeaux], 2007.